# Sayonara
Sayonara (japanisch 'さよなら' für 'Lebe wohl') ist ein US-amerikanisches Filmdrama, das Joshua Logan im Jahr 1957 inszenierte. Das Drehbuch basiert auf dem gleichnamigen Roman von James A. Michener. In Deutschland erlebte der Film seine Kino-Premiere am 27. Februar 1958.

## Handlung
Während des Koreakrieges fliegt der US-Air-Force-Pilot Major Lloyd Gruver nach Kōbe in Japan. Der Vater seiner Verlobten Eileen Webster hat die Reise und auch seine neue Arbeit in einem Büro arrangiert. Auf dem Flug nach Kōbe wird Gruver von seinem Ordonnanzoffizier Joe Kelly begleitet. Kelly ist mit der Japanerin Katsumi liiert. Gruver versucht nun, ihm seine Heiratspläne auszureden. Der Südstaatler Gruver, der die Militärakademie West Point absolviert hat, glaubt zudem, dass nur Ehen zwischen Leuten gutgehen, die einen ähnlichen Hintergrund haben. Der aus ärmlichen Verhältnissen stammende Kelly ist mit Katsumi glücklich; für ihn ist es das erste Mal, dass er Glücksgefühle verspürt. Zudem hat er eine Spezialerlaubnis von seinem Kongressabgeordneten für die Hochzeit erhalten, obwohl es eine Verfügung der Streitkräfte gibt, die die Einreise von ausländischen Ehefrauen amerikanischer Soldaten untersagt. Kelly will die Hochzeit durchziehen. Er schockt Gruver mit der Aussage, dass er dafür sogar seine Staatsbürgerschaft aufgeben will. Gruver, der Kelly nicht von einer Absage überzeugen kann, erklärt sich bereit, als Trauzeuge zu fungieren.
In Kōbe angekommen, wird Gruver von Eileen und ihren Eltern abgeholt. Sie kehren in einen Offiziersclub ein. Dort ist auch Captain Bailey. Er wurde vom Dienst beurlaubt, weil er mit der japanischen Tänzerin Fumiko zusammen ist. Eileens Mutter zeigt sich von der Beziehung angewidert. Auch ihr Vater und Gruver sind skeptisch, nur Eileen selbst ist offen. Sie nimmt Gruver mit zu einem Kabuki-Theater. Hier tritt Nakamura auf, mit dem sich Eileen immer wieder trifft. Nach der Vorstellung treffen Gruver und Eileen Nakamura. Gruver ist höflich, kann aber mit der japanischen Kultur nichts anfangen. Bei einem späten Abendessen teilt Eileen ihm mit, dass sie Angst habe, er würde wie ihr Vater werden: ein engstirniger intoleranter General, der seine Frau vernachlässige. Als Gruver ihr erzählt, er habe immer eine Frau wie sie heiraten wollen, bekommt Eileen Angst, er würde sie nur wegen ihres kulturellen Status heiraten und nicht aus Liebe.
Bei Kellys und Katsumis Hochzeit auf dem Konsulat ist Gruver der einzige Gast. Später wird Gruver von Eileens Eltern kritisiert, weil er der Zeremonie beiwohnte. Er geht in den Offiziersclub und begegnet wieder Bailey. Dieser erzählt Gruver, dass seine Eltern seinen Lebensweg vorausgeplant hatten. Bailey zeigt Gruver eine Brücke, an deren anderen Ende sich die Matsubayashi Girl Revue befindet. Dort befindet sich auch der Ort, an dem die Darstellerinnen des Ensembles, das nur aus Frauen besteht, wohnen. Als vor der Show die Darstellerinnen zum Theater gehen, werden sie von den anwesenden Amerikanern lautstark begrüßt. Auch Fumiko befindet sich in der Gruppe. Bailey erzählt Gruver, dass es den Frauen verboten ist, eine Beziehung während ihrer Arbeit für das Theater zu unterhalten. Gruver bemerkt die Haupttänzerin Hana-Ogi und ist von ihr beeindruckt. Nach der Show kehren die Darstellerinnen wieder zurück. Gruver trifft auf Kelly und Katsumi. Mit der Hilfe von Katsumi versucht sich Gruver mit Hana-Ogi zu verabreden, doch die will mit ihm nicht sprechen, weil sie Amerikaner hasst, die ihren Vater und ihren Bruder getötet haben. Fumiko überquert die Brücke; Bailey signalisiert ihr heimlich, wann und wo er sie treffen wird.
In einem Restaurant trifft Fumiko auf Bailey und Gruver. Gruver fragt sie nach Hana-Ogi. Fumiko teilt ihm mit, dass die Haupttänzerin sehr vorsichtig sei und sich nie mit ihm treffen würde. In den nächsten Tagen steht Gruver jedes Mal an der Brücke, wenn die Tänzerinnen vorbeikommen. Er gibt keine Signale, er will nur, dass Hana-Ogi ihn sieht. Eines Tages versteckt er sich und sieht, wie Hana-Ogi ihn sucht. Kurz danach besucht er Kelly und Katsumi in deren Haus. Gruver bemerkt, wie sich Kelly an Katsumis Lebensweise angepasst hat. Der einzige Störfaktor für Kelly ist Colonel Crawford, der Ehen zwischen Amerikanern und Japanerinnen verabscheut. Zu Gruvers Überraschung erscheint Hana-Ogi. Hana-Ogi erklärt ihm, dass ihr Hass auf Amerikaner falsch gewesen sei und bittet ihn um Verzeihung. Sie, als neuntes Kind eines Bauern, ist Tänzerin und lebt für das Theater, dessen Regeln ihr Leben bestimmen. Da das Militär auch Gruvers Leben bestimme, würde eine Beziehung zwischen ihnen nur Gefahr bedeuten.
In der Zwischenzeit lädt Eileen Nakamura auf ein Fest ein, was ihre Mutter irritiert. Colonel Crawford findet Gruvers Interesse an Hana-Ogi heraus. Mit Erlaubnis von General Webster erlässt er eine Weisung, die jedwede zwischenmenschliche Beziehungen zwischen Amerikanern und Japanerinnen verbietet. Gruver ignoriert die Weisung und trifft sich weiterhin mit Hana-Ogi, die ihm die japanische Kultur näherbringt. Oft treffen sie sich bei Kelly, mit dessen Nachbarn sich Gruver anfreundet. Eileen warnt ihn vor Crawford, auch Bailey zeigt sich zunehmend besorgt. Eileen beratschlagt sich mit Nakamura, der ihr sagt, dass beide aus ihren Umfeldern ausbrechen müssten. Währenddessen bekommt Kelly den Befehl, sich in die USA einzuschiffen, womit er Katsumi verlassen müsste. Der Befehl kommt von Colonel Crawford. Gruver versucht Crawford dazu zu bewegen, den Befehl zurückzunehmen, weil Katsumi schwanger ist. Der Colonel weigert sich, Gruver wendet sich an General Webster. Auch der General will den Befehl nicht zurückziehen, obwohl auch seine Tochter Eileen die Unsinnigkeit der Regelung anmahnt. Gruver ist empört und teilt den Websters seine Absicht mit, eine Japanerin zu heiraten.
Gruver ist enttäuscht, als Hana-Ogi, die die Revue nicht verlassen will, eine Hochzeit mit ihm ablehnt. Gruver hält ihr vor, sie liebe ihn nicht, woraufhin sie ihm erklärt, dass sie nie Liebe erfahren habe, seitdem ihr Vater sie in die Prostitution verkauft habe. Gruver, Kelly, Katsumi und Hana-Ogi besuchen eine Vorstellung eines Puppentheaters, deren Handlung die Frauen erklären. In dem Stück geht es um ein Liebespaar, das zusammen Selbstmord (Shinjū) begehen will. Hana-Ogi führt aus, dass es das vorgezeichnete Schicksal eines Liebespaares sei, wenn sie nicht zusammen sein dürfen. Auf dem Rückweg werden die vier von Nachbarskindern gewarnt, dass Soldaten Kellys Haus umstellt haben. Gruver wird zum Quartier gebracht. Kelly erfährt, dass er in zwei Tagen zurück in die USA fliegen soll. Als Kelly zum Zeitpunkt des Abfluges nicht erscheint, wird Gruver von der Militärpolizei aufgefordert, bei der Suche nach Kelly zu helfen. Mit Bailey fährt er zu Kellys Haus. Sie brechen ein und finden Kelly und Katsumi tot vor. Beide haben, wie im Theaterstück, Selbstmord begangen.
Gruver geht zur Brücke, doch Hana-Ogi hat die Revue in Richtung Tokio verlassen. Zurück in der Basis, erfährt Gruver von General Webster, dass es den Soldaten erlaubt wird, ihre japanischen Frauen mit in die Staaten zu nehmen. Gruver lässt sich von Webster in die USA versetzen. Vor seiner Abreise fliegt er nach Tokio, um Hana-Ogi zu suchen. Er findet sie als Tänzerin in einem Theater und fragt sie, ob sie ihn liebe oder nicht, und ob sie mit ihm in die USA gehen würde. Hana-Ogi gesteht ihm ihre Liebe, doch sie wolle tun, was man von ihr hier erwarte. Gruver wartet vor dem Theater auf sie. Als Hana-Ogi nach der Aufführung rauskommt, wird sie von Reportern empfangen. Sie gibt bekannt, dass sie Gruver heiraten werde und hoffe, dass man sie verstehen würde. Amerikanische Reporter folgen Gruver zum Flugplatz. Auf die Frage, ob er dem Militär etwas sagen wolle, antwortet er: „Sayonara“.

## Kritiken
„Exotisches Liebesdrama nach dem gleichnamigen Roman von James A. Michener, das zwar nicht ganz überzeugen kann, durch den dekorativen Reiz des Ambientes und die Schauspielkunst aber Beachtung verdient.“

„Langatmiger Film über private Beziehungen zwischen Amerikanern und Japanern. Hervorzuheben sind wertvolle Einblicke in japanische Lebensweise.“

## Auszeichnungen
Oscarverleihung 1958
- Oscar in der Kategorie Bester Nebendarsteller an Red Buttons
- Oscar in der Kategorie Beste Nebendarstellerin an Miyoshi Umeki
- Oscar in der Kategorie Beste Ausstattung an Ted Haworth und Robert Priestley
- Oscar in der Kategorie Bester Ton an George Groves
- Nominierung in der Kategorie Bester Film
- Nominierung in der Kategorie Beste Regie für Joshua Logan
- Nominierung in der Kategorie Beste Hauptdarsteller für Marlon Brando
- Nominierung in der Kategorie Bestes adaptiertes Drehbuch für Paul Osborn
- Nominierung in der Kategorie Beste Kamera für Ellsworth Fredericks
- Nominierung in der Kategorie Bester Schnitt für Arthur P. Schmidt und Philip W. Anderson

Golden Globe 1958
- Golden Globe in der Kategorie Bester Nebendarsteller an Red Buttons
- Nominierung in der Kategorie Bester Film – Drama
- Nominierung in der Kategorie Beste Regie für Joshua Logan
- Nominierung in der Kategorie Bester Hauptdarsteller – Drama für Marlon Brando
- Nominierung in der Kategorie Beste Nebendarstellerin für Miyoshi Umeki

Directors Guild of America 1958
- Nominierung für den DGA Award für Joshua Logan

Writers Guild of America 1958
- Nominierung für den WGA Award für das beste Drama (Paul Osborn)

Laurel Award 1958
- 1. Platz für Red Buttons als Bester Nebendarsteller
- 2. Platz für den Film als Bestes Drama und an Franz Waxman als Bester Komponist
- 3. Platz für Ricardo Montalban als Bester Nebendarsteller

British Film Academy Awards 1959
- Nominierung in der Kategorie Bester Nachwuchsdarsteller für Red Buttons

## Hintergrund
Der Film, der in Japan gedreht wurde, spielte ca. 26,3 Millionen US-Dollar brutto ein. Die im Film auftretende Matsubayashi Girls Revue wurde von der Shochiku Kagekidan Girls Revue dargestellt. Revue-Leiter war Masaya Fujima. Die im Film angegebene Weisung des US-Militärs, keine japanischen Ehefrauen in die USA mitzubringen, wurde 1956 von mehr als 10.000 US-Soldaten ignoriert.
Miyoshi Umeki gewann ihren Oscar gleich mit ihrem amerikanischen Kinofilm-Debüt. Auch Miiko Taka gab ihr Filmdebüt. Red Buttons spielte das dritte Mal in einem Kinofilm mit. Der Darsteller des Nakamura, Ricardo Montalban, ist gebürtiger Mexikaner. In einer Kleinrolle als Militärpolizist ist Dennis Hopper zu sehen. Der Militärreporter wird von William Wellman junior, Sohn des Regie-Altmeisters William A. Wellman, gespielt.
Das Lied Sayonara, gesungen von Miiko Taka, wurde von Irving Berlin komponiert.
Während der Dreharbeiten gab Marlon Brando, der in dieser Zeit im 4. Stock des Miyako Hotel in Kyoto untergebracht war, dem Schriftsteller Truman Capote ein ausführliches Interview.
Im Unterschied zur Buchvorlage hat der Film ein Happy End, in dem Hana-Ogi mit Gruver in die Staaten reist und ihn dort heiratet. Im Buch weigert sie sich, ihn noch einmal zu sehen, nachdem sie nach Tokio übersiedelt ist; sie hat sich endgültig für ihr Leben als Tänzerin entschieden. Er resigniert und wendet sich der Karriere als Offizier in den USA zu. General Webster und Eileen bringen ihn zum Flughafen. Sein abschließendes „Sayonara“ gilt Japan und Hana-Ogi gleichermaßen.
Die deutsche Synchronstimme von Hauptdarsteller Marlon Brando in der Rolle von Major Gruver wurde von Harald Juhnke gesprochen.